# Sceliphron
Sceliphron és un gènere d'himenòpters de la família Sphecidae. Està distribuït per tot el món, tret de les regions polars.

## Biologia i ecologia
Són solitaris i construeixen nius fets de fang, és per això que se'ls anomena genèricament picapedrers. Els nius se solen construir a zones d'ombra, sovint just a l'interior de portes o finestres. La construcció del niu va a càrrec de la femella, que pot construir una cel·la en només un dia. El fang és traslladat des del seu origen fins al niu mitjançant desenes de viatges de la femella.
Les femelles afegeixen noves cel·les al niu una per una, una vegada que una cel·la ja està aprovisionada. S'aprovisionen els nius amb aranyes com a menjar per alimentar les larves. Cada cel·la de fang conté un ou i diverses preses. Les femelles solen pondre una mitjana de 15 ous a la seva vida. El niu pot ser atacat per diversos paràsits de la família Chrysididae, que aprofiten l'absència de l'Sceliphron per a esmunyir-se dins del niu.
Com d'altres gèneres d'insectes, conté moltes espècies tropicals. Les espècies més comunes de les zones temperades són S. caementarium, S. spirifex i S. curvatum.
Com d'altres vespes solitàries, els Sceliphron no són agressius si no són maltractats. Són considerats beneficiosos degut al seu control de la població d'aranyes, encara que les mateixes aranyes poden ser també beneficioses en el control d'altres plagues. Espècies com Sceliphron curvatum són invasores en algunes parts d'Europa, on s'ha observat un ràpid increment del seva distribució els darrers anys.

## Taxonomia
Sceliphron Klug 1801
- Sceliphron spirifex Linnaeus 1758 (Sphex); Africa, Sud d'Europa
- Sceliphron asiaticum Linnaeus 1758 (Sphex); Neotropics

Type locality In Indiis was interpreted as India; syn. S. figulum
- Sceliphron caementarium Drury 1773 (Sphex)

Nod-Amèrica, arribà a Europa i a les Illes del Pacífic la dècada dels 70.
- Sceliphron jamaicense Fabricius 1775; Mèxic, Illes del Carib
- Sceliphron madraspatanum Fabricius 1781; Mediterrani
- Sceliphron (m.) tubifex Latreille 1809; Mediterrani
- Sceliphron destillatorium Illiger 1807; southern Palaearctic
- Sceliphron assimile Dahlbom 1843 (Pelopoeus); Texas, Mèxic i illes del Carib
- Sceliphron fistularium Dahlbom 1843; Neotropics
- Sceliphron javanum Lepeletier 1845
- Sceliphron coromandelicum Lepeletier 1845
- Sceliphron chilensis Spinola 1851
- Sceliphron laetum Smith 1856; Austràlia
- Sceliphron formosum Smith 1856; Austràlia
- Sceliphron deforme Smith 1856; Àsia, citat a Europa des del 2004
- Sceliphron benignum Smith 1859
- Sceliphron curvatum Smith 1870; Àsia, a Europa des de la dècada dels 70.
- Sceliphron quartinae Gribodo 1884
- Sceliphron imflexum Sickmann 1894
- Sceliphron nalandicum Strand 1915
- Sceliphron argentifrons Cresson 1916
- Sceliphron bugabense Dalla Torre 1897
- Sceliphron cyclocephalum Dalla Torre 1897
- Sceliphron intermedium Dalla Torre 1897
- Sceliphron rufiventre Dalla Torre 1897
- Sceliphron abdominale Dalla Torre 1897
- Sceliphron soror Dalla Torre 1897
- Sceliphron caucasicum Dalla Torre 1897

## Imatges

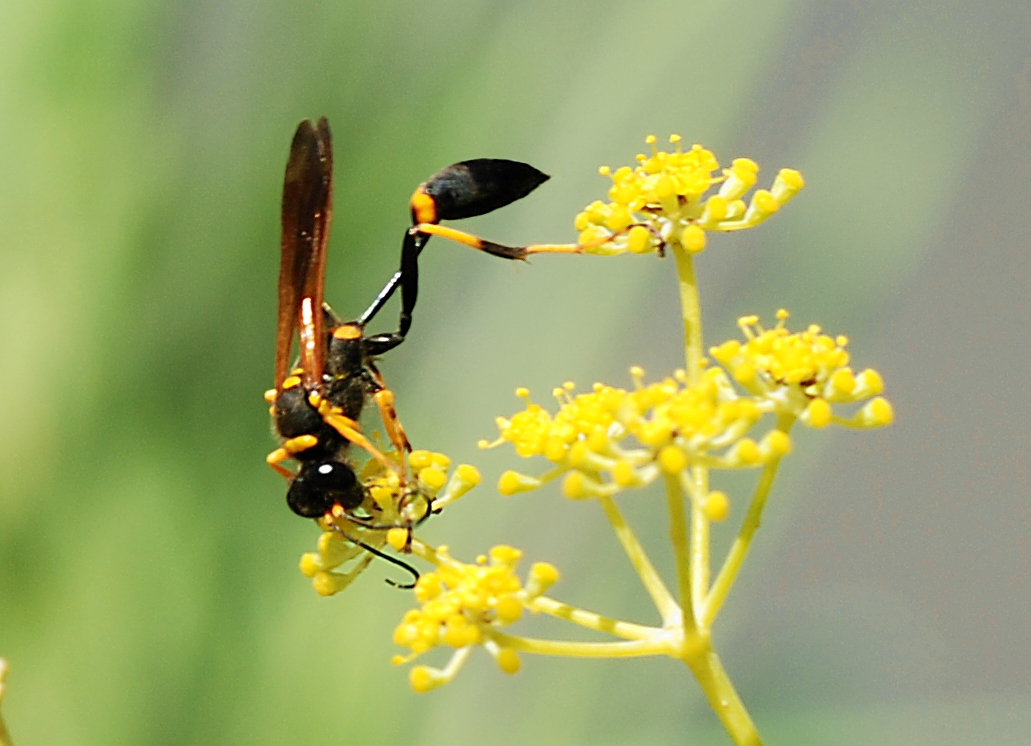
S. caementarium
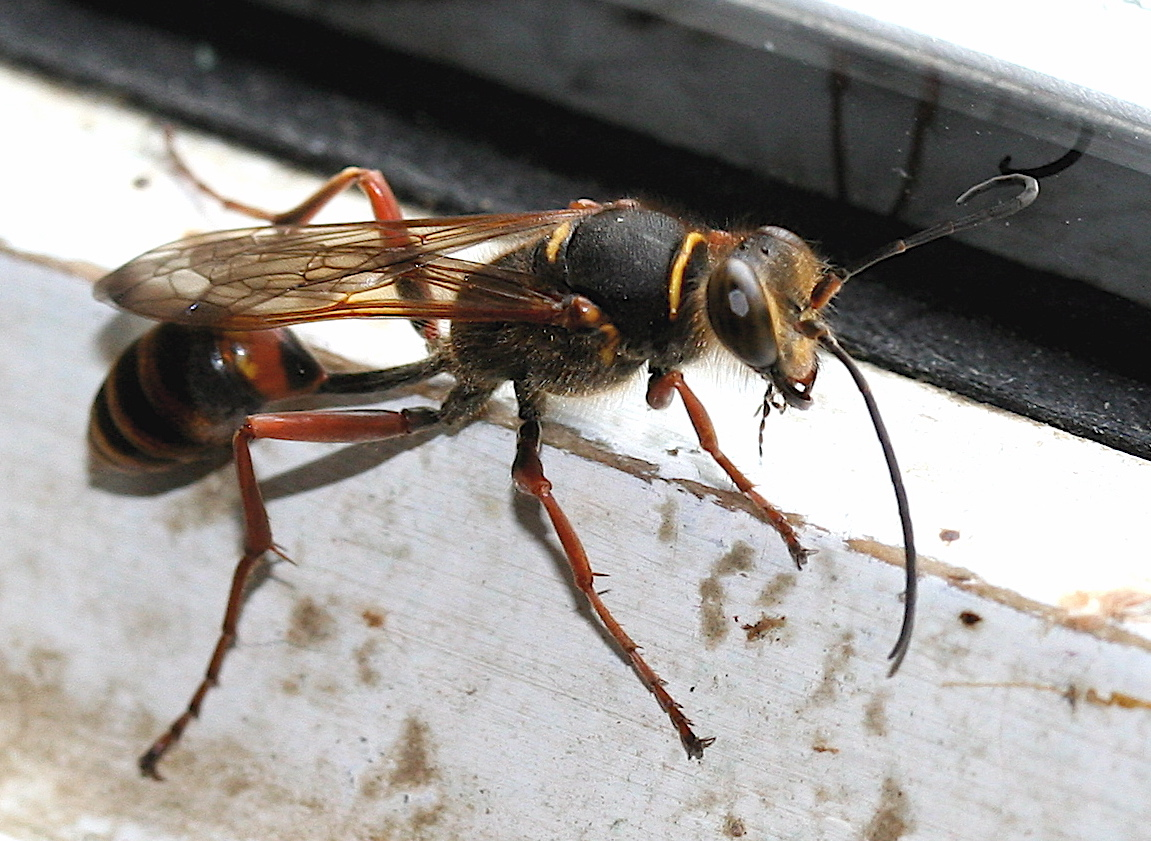
S. Curvatum
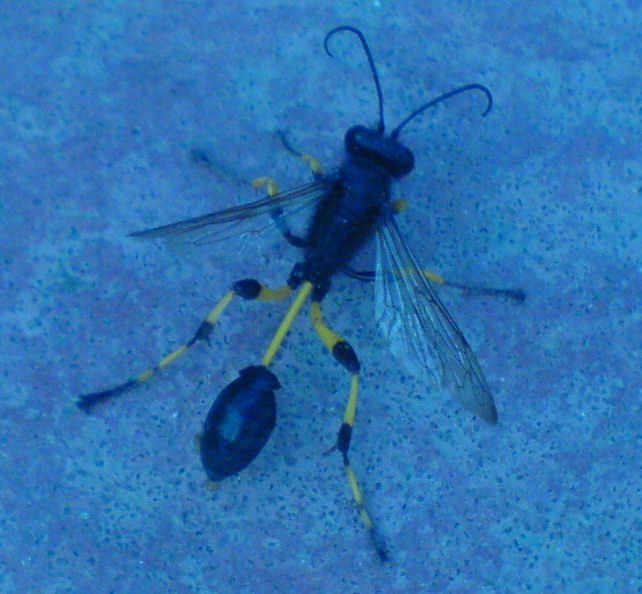
S. spirifex
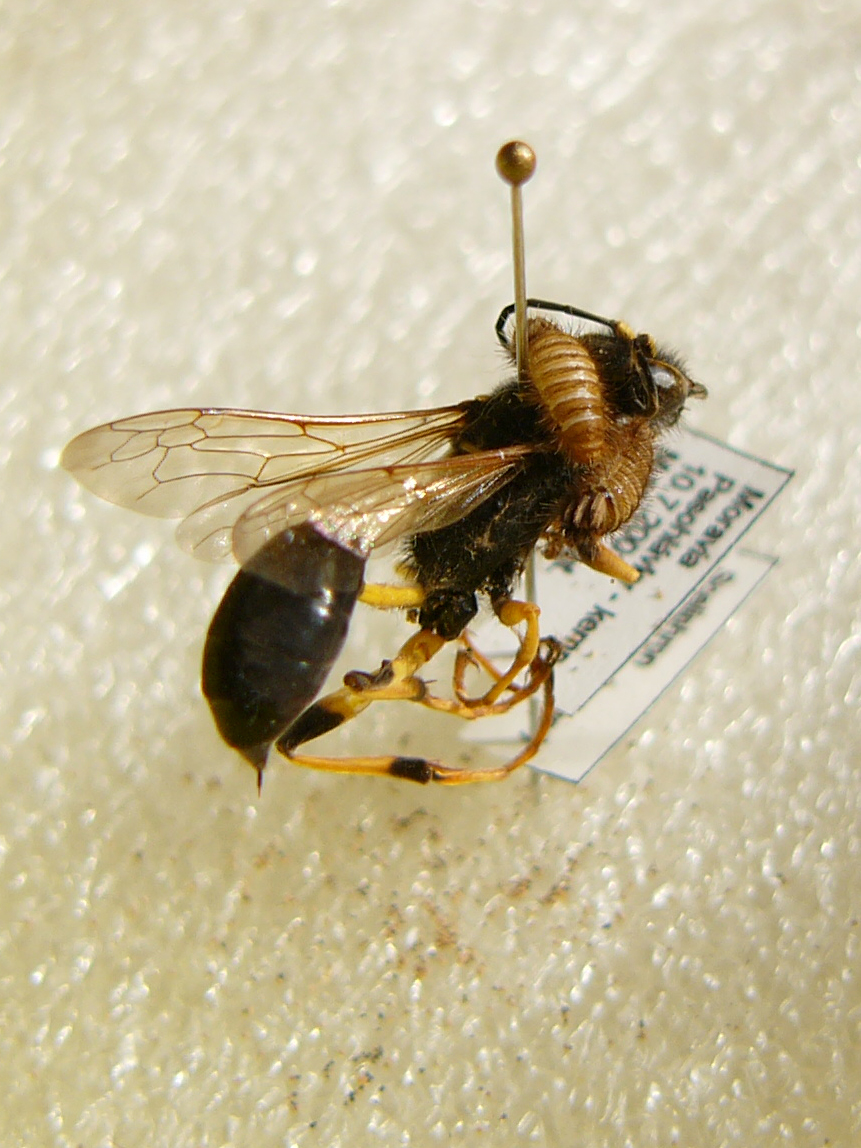
S. destillatorius
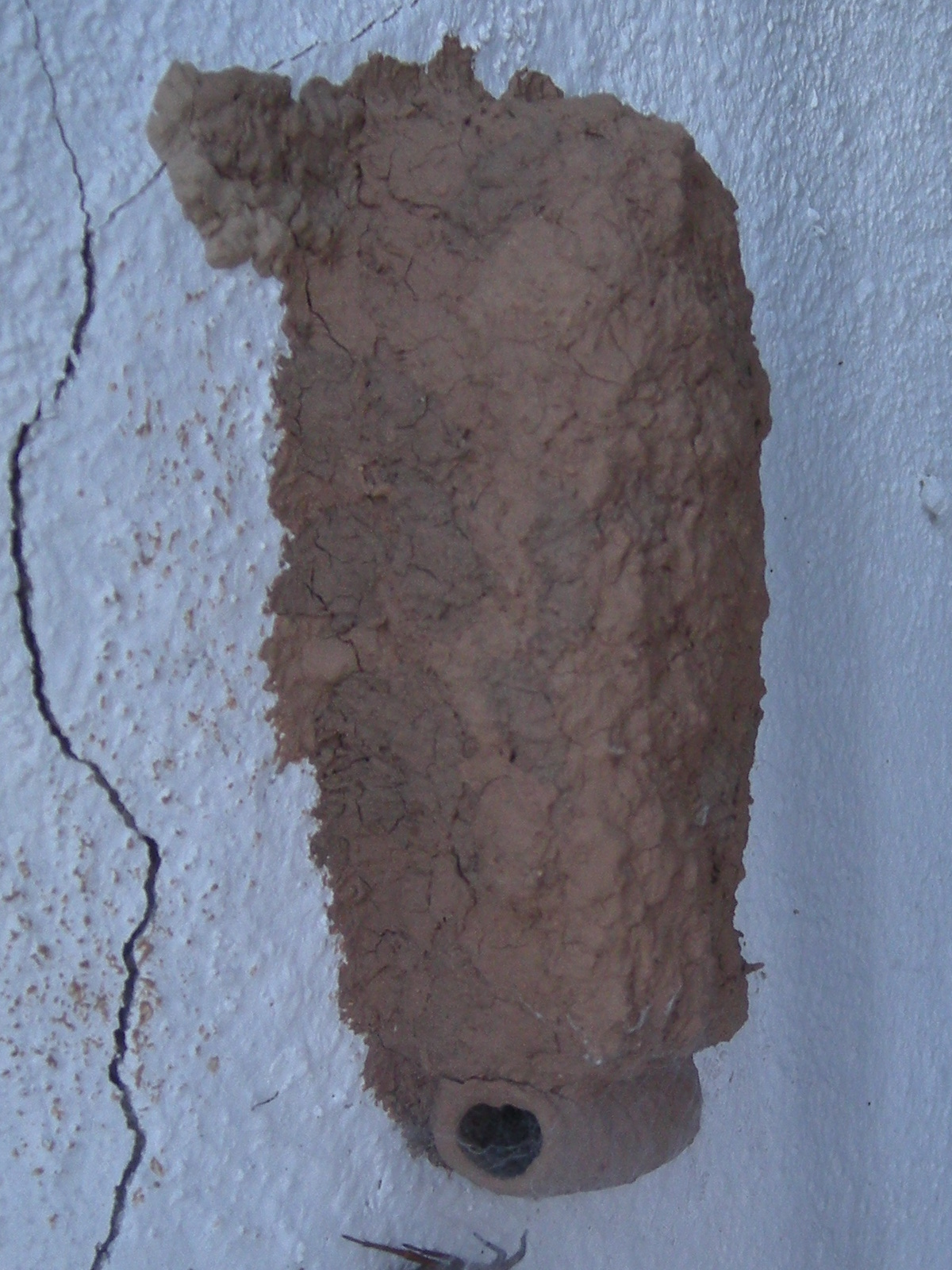
Niu de Sceliphron.